# دنيس أوكس
دنيس أوكس (بالإنجليزية: Dennis Oakes)‏ هو لاعب كرة قدم بريطاني في مركز الدفاع، ولد في 10 أبريل 1946 في Bedworth ‏ في المملكة المتحدة. لعب مع كوفنتري سيتي ونادي بيتربورو يونايتد ونادي تشيلمسفورد ونوتس كاونتي.

## وصلات خارجية
- دنيس أوكس على موقع إي آس بي آن كريك إنفو (الإنجليزية)
- دنيس أوكس على موقع قاعدة بيانات كرة القدم.إي يو (الإنجليزية)